# Lasiadenia ottohuberi
Lasiadenia ottohuberi är en tibastväxtart som beskrevs av T. Plowman och L.I. Nevling. Lasiadenia ottohuberi ingår i släktet Lasiadenia och familjen tibastväxter. Inga underarter finns listade i Catalogue of Life.